# Condado de Dyer
El condado de Dyer (en inglés: Dyer County, Tennessee), fundado en 1823, es uno de los 95 condados del estado estadounidense de Tennessee. En el año 2000 tenía una población de 37.279 habitantes con una densidad poblacional de 28 personas por km². La sede del condado es Dyersburg.

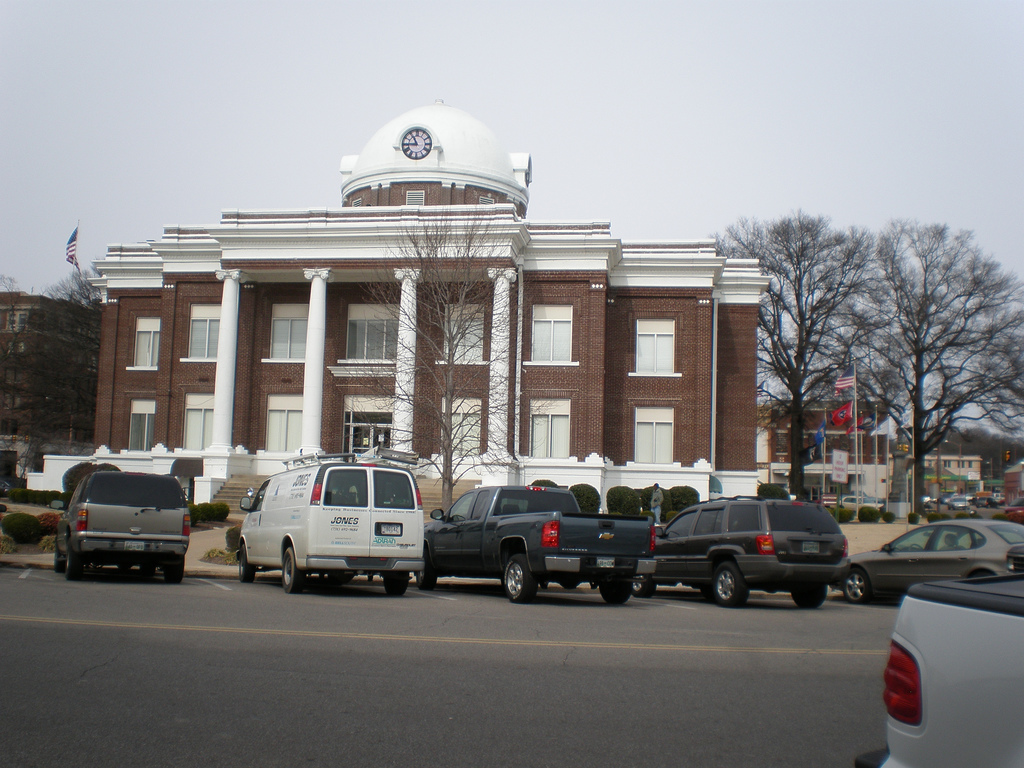
Corte del Condado de Dyer, Tennessee

## Geografía
Según la Oficina del Censo, el condado tiene un área total de 1364 km² (526,6 mi²), de la cual 1322 km² (510,4 mi²) es tierra y 41 km² (15,8 mi²) es agua.

### Condados adyacentes
- Condado de Lake norte
- Condado de Obion noreste
- Condado de Gibson este
- Condado de Crockett sureste
- Condado de Lauderdale sur
- Condado de Mississippi suroeste
- Condado de Pemiscot noroeste

## Demografía
En el 2000 la renta per cápita promedia del condado era de $32,788, y el ingreso promedio para una familia era de $39,848. El ingreso per cápita para el condado era de $16,451. En 2000 los hombres tenían un ingreso per cápita de $31,182 contra $21,605 para las mujeres. Alrededor del 5.90% de la población estaba bajo el umbral de pobreza nacional.

## Lugares

### Ciudades y pueblos
- Dyersburg
- Newbern
- Trimble

### Comunidades no incorporadas
- Bogotá
- Finley